# Vila de Cruces
Vila de Cruces település Spanyolországban, Pontevedra tartományban. Vila de Cruces Agolada, Lalín, Silleda, Boqueixón, Touro, Arzúa és Santiso községekkel határos. Lakosainak száma 5033 fő (2024).

## Népesség
A település népessége az elmúlt években az alábbi módon változott:
| Lakosok száma | 7108 | 6779 | 6550 | 6475 | 6085 | 5676 | 5389 | 5246 | 5063 | 5033 |
|               | 2001 | 2004 | 2007 | 2009 | 2012 | 2014 | 2017 | 2019 | 2022 | 2024 |